# 小出由華
小出 由華（こいで ゆか、1985年〈昭和60年〉1月5日 - ）は、日本の女優、元子役、モデル、タレント。本名同じ。
東京都葛飾区出身。芸映所属。デンマークに在住しているが、日本でも芸能活動を行う。既婚。2児の母。

## 来歴
- 幼少から子役として活動。
- 1992年 - 1994年に放映された『ウゴウゴルーガ』（フジテレビ系）のルーガちゃん役を演じ、1993年の流行語大賞で表現部門銀賞を受賞した。
- 1997年、中学へ入学を機に芸能活動をやや抑え、学業に努める。2005年頃からタレント業に本格復帰。
- 2006年10月3日放送分より『めざましテレビ』（フジテレビ系）の「早耳トレンドNo.1」コーナーに「早耳ムスメ」として登場。
- 2012年、デンマークに語学留学。この時に知り合ったデンマーク人会社員男性からのアプローチで遠距離恋愛がスタートし、2014年末に男性がプロポーズ。そして2015年に結婚し、デンマークへ移住した[1][2]。
- 2017年1月5日、第1子妊娠を報告[3]。5月6日、第1子となる3,120グラムの男児を出産した[4]。
- 2020年2月5日、第2子妊娠を報告[5]。4月5日、第2子出産を報告[6]。

## 人物・エピソード
- 実家は東京都葛飾区にある、芋ようかんで有名な甘味喫茶「立石 舟和」。
- 『ビーロボカブタック』出演当時は12歳であった。しかし、成長期で身長の伸びが著しかったために、番組開始前に収録したオープニング画面では登場するロボット達よりずっと小さかったが、番組終盤の本編では、ロボット達を見下ろすまでに成長していた。
- レギュラー出演していたGyaO『GO!GO! GyaO』で「世界のサイトから」というコーナーを持っていた。
- 1993年から、八十二銀行のイメージキャラクターとなり、ポスター、フライヤー、CMなどに登場した。採用当初の宣材には「小出由華（ルーガちゃん）」とクレジットされている。これが縁で、八十二銀行がメインスポンサーとなった長野朝日放送の「ふるさとCM大賞」で審査員を務めた。
- 趣味はネイルアート、旅行。手先が器用でデコ電やネイルアートした自身の爪をブログにも載せている。
- 『ウゴウゴルーガ』終了後も「ルーガちゃん」と呼ばれる事が多い。
- 『ウゴウゴルーガ』等で稼いだギャラは、両親が姉の大学の学費に当てて使ってしまったという。
- 芸能活動や学校生活における環境がもとで男性不信になり、23歳で初めて彼氏ができるまで男女交際をしたことがなかった。
- 26歳のとき、語学留学先で出会ったデンマーク人男性が二人目の彼氏となる。帰国後、この男性は小出に会うためだけの目的で、3年間で10回も来日した。1年間の遠距離恋愛を経て30歳で結婚した。

## 出演

### テレビドラマ
- 木曜ゴールデンドラマ 嫁の再婚 姑ふたり（1989年5月4日、日本テレビ系）
- あいつがトラブル（1989年12月9日、フジテレビ系）
- メタルヒーローシリーズ（テレビ朝日系）
  - 特警ウインスペクター 第34話（1990年） - 迷子の少女 ユカ 役
  - 特捜エクシードラフト 第1話「死の幼稚園バス」（1992年2月2日） - 幼稚園児 アカネ 役
- 木曜ゴールデンドラマ 嫁の再婚 しあわせみつけた（1990年7月26日、日本テレビ系）
- 鳥人戦隊ジェットマン 第19話（1991年、テレビ朝日系） - 少女時代の鹿鳴館香 役
- さくら家の人々 ちびまる子ちゃん一家のその後の生態（1992年1月2日、NHK）
- 刑事貴族2 第36話「真実の瞬間（1992年、日本テレビ系）
- 外科医有森冴子（1992年10月10日、日本テレビ系）
- 月曜ドラマスペシャル 湯けむり仲居純情日記（1993年3月8日、TBS系）
- 仰げば尊し 第2話「放課後に逢いたい」（1994年1月3日、フジテレビ系）
- テレビ漫画 コンフィグ・システム（1994年6月7日、フジテレビ系）
- グッドモーニング（1994年7月21日 - 9月1日、フジテレビ系）
- 平成カイシャイン物語（1995年2月17日、フジテレビ系）
- ハートにS（1995年8月28日、フジテレビ系）
- みにくいアヒルの子シリーズ（1996年 - 2003年、フジテレビ系） - 石原美和子 役
- 東芝日曜劇場 ふたりのシーソーゲーム（1996年、TBS系） - 大沢泉（主人公の娘） 役
- ウルトラマンティガ 第32話「ゼルダポイントの攻防（1997年4月12日、毎日放送） - 根津博士の娘 麻美 役
- ビーロボカブタック（1997年2月23日 - 1998年3月1日、テレビ朝日系） - 三鷹小百合 役
- 新・天までとどけ（2001年2月、TBS系）
- 金曜エンタテイメント 壁ぎわ税務官2（2002年10月11日、フジテレビ系）- 千代リン 役
- 金曜プレステージハマの静香は事件がお好き（2003年4月25日、フジテレビ系）
- おふくろシリーズ 第18作（2003年6月20日、フジテレビ系）
- ひと夏のパパへ 第1話（2003年7月2日、TBS系）
- 女と愛とミステリー誘拐者の声音”その朝お前は何を見たか（2003年8月13日、テレビ東京）
- 金曜エンタテイメント 家裁判事 伊奈守草介の事件日記（2004年5月21日、フジテレビ系）
- 月曜ゴールデンパートタイム裁判官2（2007年5月14日、TBS系）
- 天使の代理人 Episode3（2010年、東海テレビ）
- イタズラなKiss2〜Love in TOKYO（2013年、フジテレビTWO）

### バラエティー・情報番組
- 天才・たけしの元気が出るテレビ!!（1991年7月、日本テレビ系）
- ウゴウゴルーガ （1992年 - 1994年、フジテレビ系） - ルーガ 役
- ダウンタウンのごっつええ感じ（1993年3月、フジテレビ系）
- どうーなってるの?!（1994年5月、1997年7月フジテレビ系）
- 風まかせ 新・諸国漫遊記（1994年5月、フジテレビ系）
- 旅くらべ決定版（1994年5月、ABCテレビ ）
- おはよう!ナイスデイ（1994年10月、フジテレビ系）
- 大みそか!今田・東野・板尾の鬼のいぬまに天下獲るったるねん（1994年12月31日、フジテレビ系）
- 志村けんのバカ殿様（1996年1月、フジテレビ系）
- 週刊スタミナ天国（1996年8月、フジテレビ系）
- スタミナ天国ターボ（1996年10月 - 1996年12月、フジテレビ系）
- ゲームEX（2000年 - 2001年、テレビ東京系）
- GAME JOCKEY2（2006年 - 2007年、BSジャパン） - アシスタント（林家いっ平〈現・2代目林家三平〉と共演）
- 男おばさん（2006年5月23日、フジテレビ）
- クイズプレゼンバラエティー Qさま!!（2006年6月1日、テレビ朝日系）
- こちらササキ研究所（2006年7月6日、テレビ東京系）
- ガチンコ視聴率バトル（2006年7月24日、テレビ朝日系）
- めざましテレビ（2006年10月 - 2007年3月、フジテレビ系） - 早耳ムスメ
- ダウンタウンDX（2006年10月26日、ytv制作・日本テレビ系列）
- めちゃ×2イケてるッ!（2006年7月22日、フジテレビ系）
- 天使らんまん（2006年11月7日、毎日放送）
- こちらササキ研究所（2006年7月6日、テレビ東京系）
- I LOVE スヌーピー（2006年12月、テレビ東京系）
- さんまのSUPERからくりTV（2007年2月11日、TBS系）
- お宝TVデラックス（2007年3月17日、BS-2）
- ワンにゃフルライフ（2007年5月11日、テレビ東京系）
- 復活!じゃないよ!?ウゴウゴルーガスペシャル（2007年5月17日、フジテレビ系）
- 笑っていいとも!（2007年5月28日、フジテレビ系）
- 超V.I.P.（2007年5月29日、フジテレビ系）
- 個人授業II（2007年6月20日、TBS系）
- 世界の果てまでイッテQ!（2007年7月1日、日本テレビ系）
- デジタル・スタジアム（2007年7月5日、11月22日、BS-2）
- オビラジR（2007年8月27日、TBS系）
- クロノス（2007年9月19日、フジテレビ系）
- アイチテル!（2007年9月19日、TBS系）
- 2時っチャオ!（2007年9月20日、TBS系）
- めざましどようび（2007年10月6日、フジテレビ系）
- ザ・クイズマンショー（2007年10月6日、テレビ朝日系）
- 地球調査船アメディゾン（2007年10月31日、テレビ東京系）
- ふくい浪漫 い〜ざぁええDay（2007年11月12日、2008年1月3日、福井テレビ）
- むちゃぶり!（2007年11月14日、TBS系）
- 出没!アド街ック天国（2007年11月24日、テレビ東京系）
- 5時に夢中!（2007年12月14日 、TOKYO MX）
- 志村&所の戦うお正月（2008年1月1日、テレビ朝日系）
- たかじん胸いっぱい（2008年1月、関西テレビ）
- 未来教授サワムラ（2008年1月18日、フジテレビ系） - 第2助手として
- なるトモ!（2008年5月、読売テレビ）
- うたばん（2008年5月、TBS系）
- チュートリアルのチューして!（2008年5月、関西テレビ）
- 全国一斉!日本人テスト（2008年6月、フジテレビ系）
- ラジかるッ（2009年11月11日、日本テレビ系）
- ほぼ1（2008年11月、TOKYO MX）
- 専門チャンネル 専テレgo!go!（2008年11月22日、日本テレビ系）
- BS熱中夜話（2009年1月、BS-2）
- ネオコラ!東京環境会議（2009年1月4日、フジテレビ系）
- 愛しの仕事さま。（2009年1月、BS-i）
- 大胆MAP（2009年1月、テレビ朝日系）
- SUPER SURPRISE（2009年11月11日、日本テレビ系）
- スパモク!!（2012年1月12日、TBS系）
- 私の何がイケないの?（2012年1月19日、TBS系）
- 釣り・ロマンを求めて（2013年5月11日、5月18日、テレビ東京系）
- 今でもスゴい女性芸能人第2の人生すべて見せますSP（2014年7月8日、フジテレビ系）
- ナカイの窓（2016年2月10日、日本テレビ系）

### 映画
- 冬の河童（1995年）
- 地下室（2009年11月21日）
- デスカッパ（2010年11月27日）
- ヨシナカ伝説 義仲穴（2014年） - 大姫 役

### オリジナルビデオ
- ビーロボカブタック クリスマス大決戦!!（1997年）- 三鷹小百合 役
- はいすくーる仁義

### ラジオ
- サントリー・サタデー・ウェイティング・バー（2006年8月 - 2007年3月、TOKYO FM） - 見習いバーテンダー 古出友香（こいで ゆか） 役
- BITTER SWEET CAFE（2007年2月、ニッポン放送）
- WONDERFUL WORLD（2007年11月13日、TOKYO FM）
- エレ片のコント太郎（2008年7月17日、ニッポン放送）
- THE VOICE（2008年9月26日、JFN系列）
- カツシカナイト!!（2009年2月1日 - 2010年3月28日、かつしかFM）

### インターネット
- アイナメの館（2006年7月 - 2007年6月、Klap）
- GO!GO! GyaO（2006年11月 - 2007年3月、GyaO ニュース&ビジネスチャンネル）
- MIDTOWN TV（2007年4月9日、GyaO バラエティチャンネル）
- 小出由華の見ちゃえばいいじゃん!（2007年4月 - 8月、GyaO GyaOジョッキーチャンネル）
- フラジャイル大喜利（2010年1月23日、DMMライブトーク）
- SMARTPHONE NEWS SHOW（2010年、dマーケット）
- ぶるぺん（2013年12月31日、GYAO!）

### 舞台
- 『若草物語』（1996年12月）
- 『森は生きている』（2004年8月21日 - 29日、アートスフィア）
- ミュージカル『ギャラクシーエンジェル』（2005年3月16日 - 22日、紀伊國屋サザンシアター） - 蘭花・フランボワーズ 役
- 『ギャラクシーエンジェル Re-MIX』（2005年12月7日 - 11日、博品館劇場） - 蘭花・フランボワーズ 役
- スーパーお芝居『スクールランブル 〜お猿さんだよ、播磨くん!〜』（2005年7月21日 - 25日、全労済ホールスペース・ゼロ） - 沢近愛理 役
- 『ギャラクシーエンジェル ディナーショウ』（2006年12月30日 - 31日、サンシャインシティプリンスホテル3階天覧） - 蘭花・フランボワーズ 役
- 劇団ビタミン大使ABC『誘蛾灯』（2007年7月10日 - 15日、新宿SPACE107）
- 『夏唄日記』（2008年7月30日 - 8月3日、シアターグリーン） - 野村光子 役
- 『お～い!竜馬 青春篇ザ・ファイナル』（2008年11月12日  16日、シアターサンモール）
- ベニバラ兎団『7@dash II 〜業務連絡!主演女優がいなくなりました〜』（2009年4月1日 - 5日、中野ザ・ポケット）
- 劇団ビタミン大使ABC 『インスンデル 〜時をとめた君と。〜』（2009年11月12日 - 15日、シアターサンモール） - ユウナ 役
- 劇団ガソリーナ 二人朗読劇『BLOG』（2010年1月10日、萬劇場）
- 明治座7・8月コロッケ特別公演『棟方志功物語』（2011年7月5日 - 8月14日、明治座）
- 『クリスマス・ローズ 天使が咲かせた花2011』（2011年12月21日 - 24日、ブディストホール）
- 『殿さま地獄 泥棒パラダイス』（2012年6月29日 - 7月26日、中日劇場）
- 明治座10月コロッケ特別公演『ほら吹きと武蔵』（2013年10月1日 - 27日、明治座）
- WBB vol.7『バリスタと恋の黒魔術』（2014年11月8日 - 16日、赤坂RED/THEATER）

### コマーシャル・広報ビデオ
- 八十二銀行（1993年 - 2005年）
- アトムボーイ（1994年）
- ククレカレー（1997年）
- トヨタ・プログレ（1999年）
- 警察庁街頭CM「目で見る非行防止（2006年）
- 海上自衛隊広報ビデオ HEADLINE OF JMSDF（2006年）
- カウネットコクヨのオフィス通販（2010年）

### 音楽
- Candy Box〜Sweet☆POP☆Lovers〜（2008年9月24日）

### 雑誌
- ピチレモン（1997年 - 1999年、学研）
- 大人の科学（学研）

### 写真集
- DEPARTURE（2006年4月28日、ブレイン・ストーム、撮影：ALEX-WON）ISBN 978-4939068348
- Coin（2007年10月25日、彩文館出版、撮影：飯塚昌太）ISBN 978-4775602553[7]

### DVD
- ARRIVAL（2006年4月28日、ブレイン・ストーム）
- Coin（2007年12月28日、オルスタックピクチャーズ）
- やくそくわんこ（2008年3月7日、松竹）